# Thằn lằn chân ngón Grismer
Thằn lằn chân ngón Grismer (danh pháp: Cyrtodactylus grismeri) là loài thằn lằn trong họ Gekkonidae. Chúng là loài đặc hữu của An Giang (Việt Nam). Loài này được Ngô Văn Trí và đặt theo tên Giáo sư L. Lee Grismer, Trường Đại học La Sierra, California, Hoa Kỳ. Loài thằn lằn này có kích cỡ trung bình, chiều dài đầu mình của hai loài khoảng 81,3 mm đến 87,6 mm, có màu nâu đỏ nhạt trên thân, lưng có 4 đến 5 vạch màu trắng hẹp và một vạch khác trên cuống đuôi mô tả khoa học đầu tiên năm 2008.